# محمد جواد مطر
محمد الجواد بن حسن بن مطر النجفي (1881 - 25 مارس 1956) عالم مسلم وشاعر عراقي في القرن 14 هـ/ 20 م. ولد في النجف. تلقى مقدمات العلوم عن عدد من العلماء ووالده، ثم حضر حلقات في أصول الفقه على محمد كاظم الخراساني ومهدي المازندراني وشيخ الشريعة الأصفهاني وأبي تراب الخونساري. له مؤلفات کثيرة وله من قصيدة مطلعها «قلبي لودادك حين هوى/ من بعدك بات بلا سلوى». توفي في بغداد ودفن في العتبة العلوية في النجف. 

## سيرته
ولد محمّد جواد بن حسن بن مطر بن سحاب بن صالح الخفاجي في النجف سنة 1299 هـ/ 1881 م ونشأ بها على والده العالم المتوفّى سنة 1329 هـ، فتربى على يديه وغذّاه من علمه، فقرأ المقدّمات الأدبية والشرعية، ثمّ حضر الأبحاث العالية على محمد كاظم الخراساني ومهدي المازندراني وشيخ الشريعة الأصفهاني وأبي تراب الخونساري. أصبح من العلماء الجعفرية، والأُدباء المبرزين والشعراء المقبولين العراقيين. له إنتاج وفير باللغة والمنطق والبيان والبديع والرجال والتاريخ والفقه وأُصوله وغيرها. «وعرف بالسيرة الحسنة والقول الصريح وطهارة القلب ونقاء الضمير.»

توفي في بغداد مريضاً 13 شعبان سنة 1375 هـ/ 25 مارس 1956 م ونقل إلى النجف ودفن بالصحن الشريف .

## مؤلفاته
- أحوال أهل الغري
- بدايع أطباء الغري
- بديع القريض
- تلخيص البيان في علم الميزان
- جلوة الغريزة في إيضاح الوجيزة للبهائي
- رفيع الدرجات في الفقه
- الروض المونق في شرح تهذيب المنطق
- شرح تشريح الأفلاك
- شرح منظومة الأعسم في الأطعمة والأشربة
- غاية المأمول في شرح معالم الأُصول
- فريدة الأعصار في البيان والبديع
- المختار من علم الرجال
- نضارة المعقول في شرح كفاية الأُصول
- نهج السالك على خلاصة ابن مالك

وغيرها ممّا هو مخطوط.